# Локомотиви JZ 441
Югославските железници („Jugoslovenske Železnice“) - JŽ получават през 1967 г. лиценз за производството на локомотив Rb1, разработка на шведската фирма „ASEA“. Първата партида от 104 локомотива са доставени през 1967 г. и са произведени от „ASEA“ (Швеция), „Ellin union“ (Австрия) и „Sécheron“ (Швейцария) за електрическата част и „Simmering-Graz-Pauker“ за механичната част за първите 50 локомотива. Постепенно югославската индустрия поема серийното производство основно в „Rade Končar“ - Загреб, но също и в „Mašinska Industrija“ (Ниш), „Tvornica Željeznickih Vozila Janko Gredelj“ (Загреб) и „Duro Dakovic“ (Славонски Брод) за останалите бройки от първата партида.

## Конструкция
Локомотивите са универсални, за обслужване както на пътнически, така и на товарни влакове по магистрални електрифицирани железопътни линии. Те са четириосни с две талиги (Bо′Во′) и мощност на двигателя 3860 kW. Тяговите двигатели са четири постояннотокови. Максималната им скорост е 120 или 140 km/h. Локомотивите са с две кабини.
Първоначално са с диоден селектор за напрежение. По-късната, модернизирана вече подсерия 441-300, включва селектор за тиристорно напрежение и бордови компютър. По-късните машини от 441-300 имат вградена задна камера за видеонаблюдение отстрани, както и ново оцветяване.

## Модификации
Произведените локомотиви получават подсерии и индивидуални номера в зависимост от това дали на тях са монтирани отделни компоненти или устройства.
– 441-000; 441-100; 441-200 – без електрическа спирачка, без устройство за смазване на бандажите, без възможност за управление по системата „много единици“. Теглото на локомотива е 78 тона, а натоварването на ос е 19,5 тона. Максималната скорост е 120 km/h. Построени 124 броя между 1967 и 1977 г.;
– 441-300 – с електрическа спирачка, с възможност за управление но системата „много единици“, без смазване на бандажите. Теглото на локомотива е 80 тона, а натоварването на ос е 20 тона. Максимална скорост 120 km/h. Построени са 26 броя между 1967 и 1977 г.;
– 441-400 – с електрическа спирачка, със смазване ръба на бандажите и възможност за управление на локомотивите по системата „много единици“. Теглото на локомотива е 80 тона, натоварването на ос – 20 тона. Максимална скорост 120 km/h. Построени са 24 броя между 1967 и 1969 г. и 10 броя през 1987 г.;
– 441-500 – оборудван с устройство за смазване на бандажите, без електродинамична спирачка. Теглото е 78 тона, а натоварването на ос е 19,5 тона. Максимална скорост 120 km/h. Построени са 32 броя между 1967 и 1977 г.;
– 441-600 – локомотив, разработен в „Radi Končar“, еднакъв като подсерия 500 само максималната скорост е 140 km/h. Теглото на локомотива е 82 тона, а натоварването на ос е 20,5 тона. Построени 14 броя между 1976 и 1981 г.;
– 441-700 - разработен в „Radi Končar“, с възможност за управление на локомотива по системата „много единици“, без електродинамична спирачка, снабден с устройство за смазване на бандажите. Максимална скорост 140 km/h. Тегло на локомотива 82 тона, натоварване на ос 20,5 тона. Построени 55 броя между 1980 и 1986 г. Локомотиви с номера от 441-701 до 441-710 са преустроени 441-605 до 441-614.;
– 441-800 разработен в „Radi Končar“, еднакъв с 441-000, но с възможност за управление на локомотиви по системата „много единици“. Максималната скорост е 120 km/h. Теглото на локомотива е 82 тона, а натоварването на ос е 20,5 тона. Построени 10 броя през 1985/1986 г.

## Експлоатация
През 1972 г. между Югославия и Румъния е сключена конвенция за взаимна доставка на локомотиви. Така румънската страна доставя на Югославия 103 локомотива Co'Co от серия 461 JŽ, производство на компаниите Electroputere Craiova и „UCM Reşiţa“, а в Румъния се доставят 130 локомотива Bo'Bo от серия JŽ 441.
След разпадането на Югославия, железопътните администрации на повечето от бившите републики притежават локомотиви от серията. Във всички бивши републики локомотивите запазват номера на серията (441), с изключение на Хърватия, която ги преномерира с номере 1141. Техният брой е както следва:
| Подсерия | Хърватски железници HŽ (1141) | Железници на Босна и Херцеговина ŽFBH | Железници на Република Сръбска ZRS | Сръбски железници ŽS | Македонски железници MŽ | Общо | Бележки |
| -------- | ----------------------------- | ------------------------------------- | ---------------------------------- | -------------------- | ----------------------- | ---- | ------- |
| 441.0    | 42                            | 31                                    | 14                                 | 24                   | 5                       | 124  | [ 1 ]   |
| 441.3    |                               | 6                                     | 3                                  | 17                   |                         | 26   | [ 2 ]   |
| 441.4    | 10                            | 9                                     | 2                                  | 13                   |                         | 24   | [ 3 ]   |
| 441.5    | 4                             | 3                                     | 5                                  | 19                   | 1                       | 32   | [ 4 ]   |
| 441.6    |                               |                                       |                                    | 6                    |                         | 14   | [ 5 ]   |
| 441.7    | 35                            |                                       |                                    | 10                   | 2                       | 55   | [ 6 ]   |
| 441.8    |                               | 3                                     | 7                                  |                      |                         | 10   | [ 7 ]   |

Голяма част от локомотивите, собственост на Железниците на Босна и Херцеговина (ŽFBH) се отдават под наем на турските железници TCDD. Там те са означени със серия E 52500. Част от тях по-късно са върнати, но продължават да работят с тяхната номерация и цветове.
Както се спомена, между 1973 и 1984 г. в Румъния са внесени 130 локомотива от серията. Там те са означени със серия CFR 040-EC (серия 43). Част от тях са модернизирани и отделени в серия 46. Първоначално това са три броя, а модернизацията е извършена от „Končar Group“, а по-нататък това става в румънските „PROMAT“ и „Softronic Craiova“. По-късно серия 46 се използва и за локомотиви от серии 43 и 44, които бяха преномерирани в UIC-формат без никаква модернизация. Серия 44 (040-EC1) е същата като серия 43, но за по-високи скорости (до 160 km/h).

### В България
Българската компания „ПИМК Рейл“ закупува през 2021 г. два, а през 2022 г. още два от локомотивите на Хърватските железници за своите нужди.
| Експлоатационен номер в JŽ | Експлоатационен номер в HŽ (от 1992 г.) | Експлоатационен номер след модернизацията (2002 г.) | Експлоатационен номер в България (от 2021 г.) | Година производство | Бележки          |
| -------------------------- | --------------------------------------- | --------------------------------------------------- | --------------------------------------------- | ------------------- | ---------------- |
| 441-714                    | 98 78 1 141 204-6                       | 98 78 1 141 390-3                                   |                                               | 1981                |                  |
| 441-715                    | 98 78 1 141 205-3                       | 98 78 1 141 376-2                                   | 92 52 80 47 376-9                             | 1981                | име „Анна-Мария“ |
| 441-726                    | 98 78 1 141 216-0                       | 98 78 1 141 379-6                                   |                                               | 1981                |                  |
| 441-744                    | 98 78 1 141 234-3                       | 98 78 1 141 387-9                                   | 92 52 80 47 387-6                             | 1985                | име „Магдалена“  |

## Информация
- Информация